# Toddington (Gloucestershire)
Pour les articles homonymes, voir Toddington.
Toddington est un village et une paroisse civile du Gloucestershire, en Angleterre. Il est situé dans le nord du comté, à une quinzaine de kilomètres au nord-est du centre-ville de Cheltenham. Administrativement, il relève du borough de Tewkesbury.

## Toponymie
Le nom Toddington se compose d'un nom d'homme auquel sont suffixés les éléments vieil-anglais -ing et -tūn. Il désigne ainsi une ferme ou un manoir associés à un individu nommé Tuda. Il est attesté sous la forme Todintun dans le Domesday Book, compilé en 1086.

## Histoire
Toddington est historiquement le siège de la famille Tracy, dont les chefs sont titrés vicomte Tracy (en) à partir de 1643 et jusqu'à la mort sans descendance masculine du huitième vicomte, Henry Leigh Tracy (en), en 1797. Sa fille Henrietta Susanna épouse Charles Hanbury-Tracy, député whig de Tewkesbury titré baron Sudeley (en) en 1837. Le manoir de Toddington constitue depuis le siège des barons Sudeley, titre détenu depuis 1941 par Merlin Hanbury-Tracy (en).

## Démographie
Au recensement de 2011, la paroisse civile de Toddington comptait 419 habitants.
| Année      | 1801 | 1811 | 1821 | 1831 | 1841 | 1851 | 1881 | 1891 | 1901 | 1911 | 1921 | 1931 | 1951 | 1961 | 2011 |
| ---------- | ---- | ---- | ---- | ---- | ---- | ---- | ---- | ---- | ---- | ---- | ---- | ---- | ---- | ---- | ---- |
| Population | 268  | 261  | 355  | 290  | 229  | 189  | 212  | 236  | 202  | 333  | 315  | 299  | 449  | 381  | 419  |

## Patrimoine

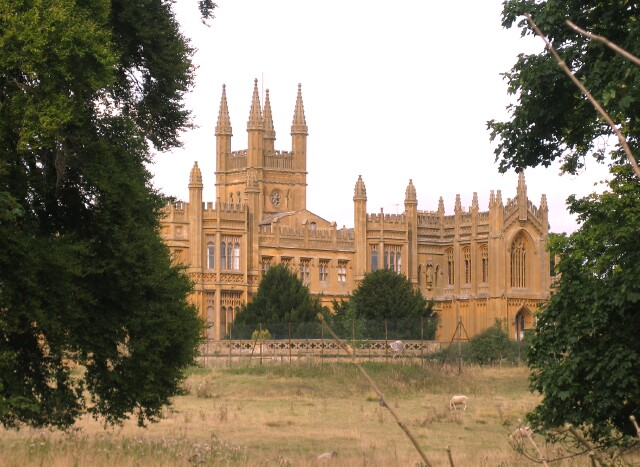
Toddington Manor.

Le manoir de Toddington Manor (en) est construit au début du XIXe siècle pour Charles Hanbury-Tracy pour remplacer l'ancien manoir de la famille Tracy, endommagé par l'usure et un incendie. Il est protégé depuis 1960 en tant que monument classé de Grade I. Il a été racheté par l'artiste britannique Damien Hirst en 2005.